# Bátorliget
Bátorliget is een plaats (község) en gemeente in het Hongaarse comitaat Szabolcs-Szatmár-Bereg. Bátorliget telt 833 inwoners (2001).